# Euphydryas maturna
Euphydryas maturna là một loài bướm thuộc họ Nymphalidae. Loài này có ở Áo, Bỉ, Cộng hòa Séc, Phần Lan, Pháp, Đức, Hy Lạp, Hungary, Kazakhstan, Litva, Luxembourg, Ba Lan, România, Nga, Serbia và Montenegro, và Thụy Điển.

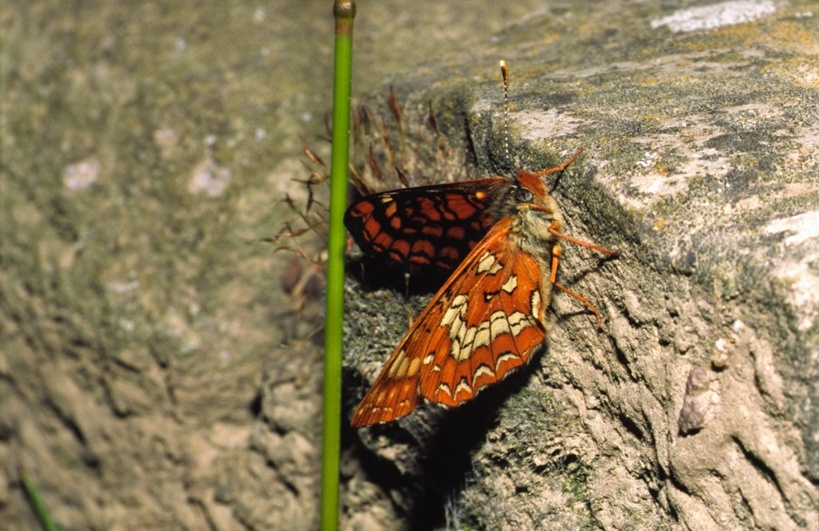
Mặt dưới của cánh

## Hình ảnh

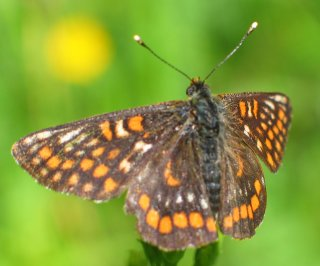
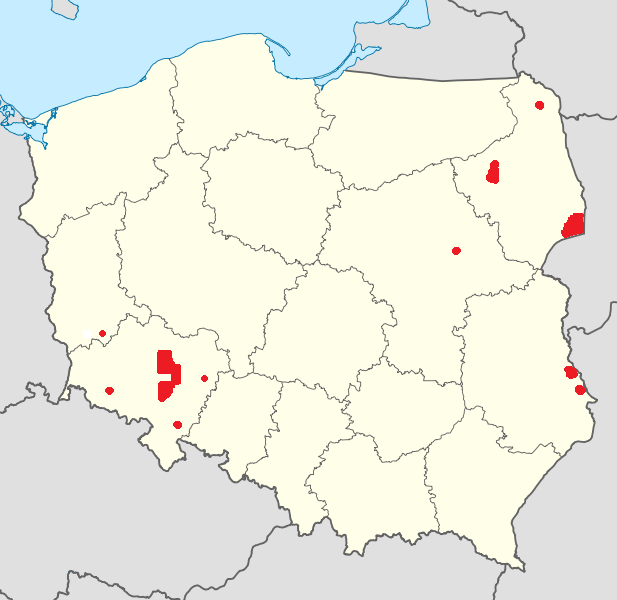